# Домбрувка-Нова (Куявсько-Поморське воєводство)
Домбрувка-Нова (пол. Dąbrówka Nowa, нім. Neu-Dombrowka, Neuheim) — село в Польщі, у гміні Сіценко Бидґозького повіту Куявсько-Поморського воєводства.
Населення — 433 особи (2011).

## Демографія
Демографічна структура станом на 31 березня 2011 року:
|          | Загалом | Допрацездатний вік | Працездатний вік | Постпрацездатний вік |
| -------- | ------- | ------------------ | ---------------- | -------------------- |
| Чоловіки | 220     | 75                 | 132              | 13                   |
| Жінки    | 213     | 62                 | 126              | 25                   |
| Разом    | 433     | 137                | 258              | 38                   |